# Фундаменталне силе
Фундаменталне силе или интеракције су, у физици, интеракције за које се не сматра да се могу свести на основније интеракције. Постоје четири фундаменталне силе: гравитациона и електромагнетна сила, које производе значајне силе дугог домета чији се ефекти могу видети директно у свакодневном животу, и јака и слаба сила, које производе силе на малим, субатомским растојањима и управљају нуклеарним интеракцијама. Неки научници претпостављају да би могла постојати пета сила, али ове хипотезе остају спекулативне.
Свака од познатих фундаменталних сила може се математички описати као поље. Гравитациона сила се приписује закривљености простор-времена, коју описује Ајнштајнова општа теорија релативности. Остала три су дискретна квантна поља, а њихове интеракције су посредоване елементарним честицама описаним Стандардним моделом физике честица.
Унутар Стандардног модела, јаку силу носи честица која се зове глуон, и одговорна је за везивање кваркова како би формирали хадроне, као што су протони и неутрони. Као резидуални ефекат, ствара нуклеарну силу која везује потоње честице да би формирала атомска језгра. Слабу силу носе честице зване W и Z бозони, а такође делује на језгро атома, посредујући радиоактивни распад. Електромагнетна сила, коју носи фотон, ствара електрична и магнетна поља, која су одговорна за привлачење између орбиталних електрона и атомских језгара која држе атоме заједно, као и за хемијско везивање и електромагнетне таласе, укључујући видљиву светлост, и чине основу за електричну технологију. Иако је електромагнетна сила далеко јача од гравитације, она има тенденцију да се поништи унутар великих објеката, тако да на великим (астрономским) удаљеностима гравитација тежи да буде доминантна сила и одговорна је за држање на окупу великих структура у свемиру, као што су као планете, звезде и галаксије.
Многи теоријски физичари верују да су ове фундаменталне силе повезане и да се обједињују у једну силу при веома високим енергијама на минускулној скали, Планковој скали, али акцелератори честица не могу да произведу огромне енергије потребне да се ово експериментално испита. Осмишљавање заједничког теоријског оквира који би објаснио однос између сила у једној теорији је можда највећи циљ данашњих теоретских физичара. Слабе и електромагнетне силе су већ обједињене са теоријом електрослабе Шелдона Глејшоа, Абдуса Салама и Стивена Вајнберга за коју су 1979. добили Нобелову награду за физику. Неки физичари настоје да уједине електрослаба и јака поља унутар онога што се зове Велика уједињена теорија. Још већи изазов је пронаћи начин да се квантизује гравитационо поље, што би резултирало теоријом квантне гравитације (QG) која би ујединила гравитацију у заједнички теоријски оквир са остале три силе. Неке теорије, посебно теорија струна, настоје да ставе QG и велику уједињену теорију унутар једног оквира, обједињујући све четири фундаменталне силе заједно са стварањем масе унутар теорије свега (енгл. Theory of everything, ToE).

## Историја

### Класична теорија
У својој теорији из 1687. Исак Њутн је постулирао простор као бесконачну и непроменљиву физичку структуру која постоји испред, унутар и око свих објеката док се њихова стања и односи одвијају константним темпом свуда, дакле апсолутни простор и време. Закључујући да се сви објекти који носе масу приближавају константном брзином, али се сударају при удару пропорционално њиховој маси, Њутн је закључио да материја показује привлачну силу. Његов закон универзалне гравитације подразумевао је да постоји тренутна интеракција између свих објеката. Као што се конвенционално тумачи, Њутнова теорија кретања је моделовала централну силу без комуникационог медија.[ Тако је Њутнова теорија прекршила традицију, враћајући се још од Декарта, да не би требало да постоји акција на даљину. Насупрот томе, током 1820-их, објашњавајући магнетизам, Мајкл Фарадеј је закључио да поље испуњава простор и преноси ту силу. Фарадеј је претпоставио да су ултиматно све силе уједињене у једну.
Године 1873, Џејмс Клерк Максвел је објединио електрицитет и магнетизам као ефекте електромагнетног поља чија је трећа последица била светлост, која путује константном брзином у вакууму. Ако би његова теорија електромагнетног поља била истинита у свим инерцијским оквирима, то би било у супротности са Њутновом теоријом кретања, која се ослањала на Галилеову релативност. Ако би се, уместо тога, његова теорија поља применила само на референтне оквире у мировању у односу на механички светлећи етар – за који се претпоставља да испуњава сав простор било унутар материје или у вакууму и да манифестује електромагнетно поље – онда би се могла помирити са Галилеовом релативношћу и Њутновим законима. (Међутим, такав „Максвелов етар“ је касније оповргнут; Њутнови закони су, заправо, морали да буду замењени.)

### Стандардни модел
Стандардни модел физике честица је развијен у другој половини 20. века. У Стандардном моделу, електромагнетне, јаке и слабе силе повезују се са елементарним честицама, чије понашање је моделовано у квантној механици (QM). За предиктивни успех са квантно механичким пробабилистичким исходима, физика честица конвенционално моделује квантно механичке догађаје у пољу постављеном на специјалну релативност, у целини са релативистичком квантном теоријом поља (QFT). Честице силе, које се називају баждарени бозони — носиоци силе или гласничке честице основних поља — ступају у интеракцију са честицама материје, званим фермиони. Свакодневна материја су атоми, састављени од три типа фермиона: горњих и доњих кваркова, као и електрона који круже око атомског језгра. Атоми ступају у интеракције, формирају молекуле и манифестују даља својства кроз електромагнетне интеракције између њихових електрона који апсорбују и емитују фотоне, носиоца силе електромагнетног поља, који ако су неометани прелазе потенцијално бесконачну удаљеност. QFT електромагнетизма је квантна електродинамика (QED).
Носиоци слабе силе су масивни W и  бозони. Електрослаба теорија (EWT) покрива и електромагнетизам и слабу силу. На високим температурама убрзо након Великог праска, слаба сила, електромагнетна сила и Хигсов бозон су првобитно били мешане компоненте другачијег скупа древних поља пре-симетрије. Како се рани универзум хладио, ова поља су се поделила на електромагнетну силу дугог домета, слабу силу кратког домета и Хигсов бозон. У Хигсовом механизму, Хигсово поље испољава Хигсове бозоне који ступају у интеракцију са неким квантним честицама на начин који тим честицама даје масу. Јака сила, чији је носилац силе глуон, прелазећи минускуларну удаљеност између кваркова, моделована је у квантној хромодинамици (QCD). EWT, QCD и Хигсов механизам чине стандардни модел (СМ) физике честица. Предвиђања се обично врше коришћењем метода прорачунске апроксимације, иако је таква теорија пертурбација неадекватна за моделовање неких експерименталних посматрања (на пример везаних стања и солитона). Ипак, физичари широко прихватају стандардни модел као експериментално највише потврђену теорију науке.
Изван стандардног модела, неки теоретичари раде на уједињењу електрослабих и јаких сила унутар Велике уједињене теорије. (GUT).

## Преглед
У природи постоје четири основне или фундаменталне силе (или интеракције) којима елементарне честице делују међусобно. Помоћу њих се описује размена енергије међу честицама и самим тим су одговорне за овакву структуру универзума. Четири силе су: гравитациона, јака, слаба и електромагнетна сила. Оне делују преко преносиоца (медијатора) силе, тј. честица (квантих поља) које преносе саму силу. У савременој физици се тренутно трага за моделом једног најфундаменталнијег деловања које би објединило све ове четири силе (претпоставља се да су ове силе обједињено деловале непосредно после Великог праска). За сада постоји теорија која је објединила слабу и електромагнетну силу зове се електрослаба сила.
| Интеракција     | Теорија која је описује          | Преносиоци                     | Релативна снага | Зависност од удаљености                    | Домет (m)      |
| --------------- | -------------------------------- | ------------------------------ | --------------- | ------------------------------------------ | -------------- |
| Јака            | Квантна хромодинамика (QCD)      | глуони                         | 1038            | {\displaystyle r^{0}}                      | 10−15          |
| Електромагнетна | Квантна електродинамика (QED)    | фотони                         | 1036            | {\displaystyle {\frac {1}{r^{2}}}}         | ∞ (бесконачно) |
| Слаба           | Електрослаба теорија             | W и Z бозони                   | 1025            | {\displaystyle {\frac {e^{-m_{W,Z}r}}{r}}} | 10−18          |
| Гравитациона    | Општа теорија релативности (GTR) | гравитони (нису још пронађени) | 1               | {\displaystyle {\frac {1}{r^{2}}}}         | ∞ (бесконачно) |